# Cirilo II de Constantinopla
Cirilo II de Constantinopla (em grego: Κύριλλος Β΄; m. junho de 1640), dito Kontares (em grego: Κονταρής), foi patriarca ecumênico de Constantinopla três vezes: um breve período em 1633, entre 1635 e 1636 e entre 1638 e 1639.

## História
Cirilo nasceu em Véria e estudou numa escola jesuíta que ficava no bairro de Gálata em Istambul. O patriarca Cirilo Lucaris o colocou sob sua proteção e o promoveu bispo metropolitano de Véria. Mas ele rapidamente se aliou aos adversários de Lucaris e gradualmente se tornou um instrumento dos jesuítas de Gálata, que favoreciam a união com a Igreja Católica.
Cirilo conseguiu depor Lucaris três vezes e nas três assumiu o posto de patriarca (1633, 1635-36 e 1638-39). Na última, em 1638, Cirilo condenou Lucaris por suas tendências calvinistas no Sínodo de Constantinopla, mas sua incapacidade de comandar o patriarcado e sua subserviência aos embaixadores católicos em Istambul (especialmente da Polônia, França e Áustria) causaram fortes reações e ele não conseguiu se manter no trono por muito tempo. Relatos da época sobre sua pessoa são particularmente negativos e se preservou uma confissão de fé católica assinada por Cirilo em dezembro de 1638. Quando ela se tornou pública, o sultão otomano o depôs e o exilou para Túnis temendo uma revolta entre os ortodoxos. Cirilo foi finalmente executado em 24 de junho de 1640 depois de se recusar a se converter ao islã.